# Pseudomaenas tricolor
Pseudomaenas tricolor är en fjärilsart som beskrevs av W. Warren 1897. Pseudomaenas tricolor ingår i släktet Pseudomaenas och familjen mätare. Inga underarter finns listade.